# 令和元年台風第8号
令和元年台風第8号（れいわがんねんたいふうだい8ごう、アジア名：Francisco）は、2019年8月に発生し、九州に上陸した後に韓国南部に再上陸した台風である。

## 概要

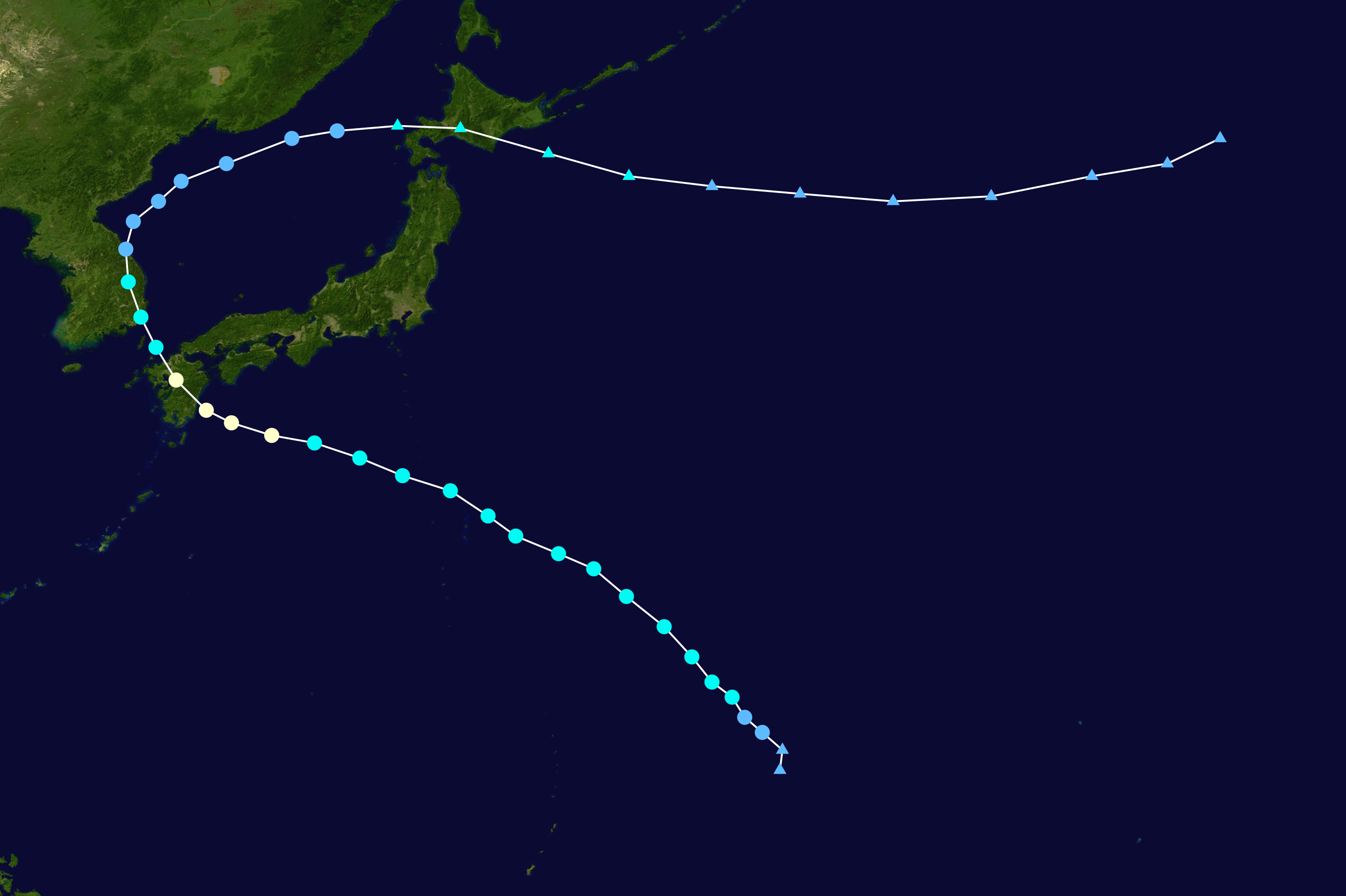
進路図

2019年8月1日午前に、南鳥島近海で形成が始まった低圧部が、同日15時に熱帯低気圧に発達。合同台風警報センター（JTWC）は、1日22時30分（協定世界時1日13時30分）に熱帯低気圧形成警報（TCFA）を発表し、2日6時（協定世界時1日21時）に熱帯低気圧番号09Wを付番した。09Wは南鳥島近海（北緯19度35分・東経153度05分）で2日9時に台風8号となり、アジア名「フランシスコ（Francisco）」と命名された。命名国はアメリカで、男性の名前に由来する。台風は少しずつ勢力を強めながら日本の南を西進し、4日昼頃には小笠原諸島に接近した。台風はさらに西進し、5日未明から21時頃にかけてさらに発達、5日15時には「強い」勢力となった。その後、台風は6日5時頃に「強い」勢力で宮崎県宮崎市付近に上陸後、熊本県熊本市や福岡県大牟田市付近など、九州を北西に進んだ。同日昼過ぎには対馬海峡に抜け、7日0時頃に韓国南部に上陸した。台風は7日9時に朝鮮半島（北緯38度・東経129度）で熱帯低気圧に変わり、同日15時には温帯低気圧に変わった。

## 影響・被害
福岡県北九州市は、台風の接近と満潮の時刻が重なることで、高潮が起きる恐れがあるとして、約2万人に避難勧告を出した。宮崎空港では最大瞬間風速39.6m/sを記録した。西日本には台風周辺の暖かく湿った空気が入り、大気の状態が非常に不安定となった。このため、宮崎県延岡市や大分県佐伯市等では、1時間におよそ110-120mmの猛烈な雨となり、5日から7日24時までの総降水量は徳島県那賀町の木頭で467mmとなったほか、九州や四国の太平洋側で300mm前後の大雨が降った。延岡市では午前9時2分までの１時間雨量が95.5mmに達し、同市の観測史上最大の記録となった。大分県九重町では大雨の影響で1人が死亡した。さらに、JR九州によると、在来線で遅れや運休が発生した。空の便は、福岡空港と結ぶ羽田空港の発着便を中心に、日本航空で国内線65便、全日空で国内線73便が欠航して、およそ13,600人に影響が出た。また海の便は、福岡と韓国の釜山を結ぶ高速船や、山口県周南市と大分県国東市間を結ぶフェリーなどが欠航となった。九州電力によると、宮崎県などでおよそ25,000戸が停電となった。
この台風により、1人の死者と5人の負傷者（重傷者1人・軽傷者4人）が出たほか、全壊1棟・一部破損10棟・床上浸水7棟・床下浸水8棟の住家被害が確認されている。